# لياندرو ماسيال
لياندرو ماسيال (بالإسبانية: Leandro Maciel)‏ (29 ديسمبر 1995 بروساريو في الأرجنتين - ) هو لاعب كرة قدم أرجنتيني في مركز الوسط. لعب مع نادي لانوس.

## روابط خارجية
- لياندرو ماسيال على موقع قاعدة بيانات كرة القدم.إي يو (الإنجليزية)
- لياندرو ماسيال على موقع Soccerway.com (الإنجليزية)